# Erie Township (Illinois)
Die Erie Township ist eine von 22 Townships im Whiteside County im Nordwesten des US-amerikanischen Bundesstaates Illinois. Im Jahr 2010 hatte die Erie Township 2006 Einwohner.

## Geografie
Die Erie Township liegt am nördlichen Ufer des Rock River im Nordwesten von Illinois. Der Mississippi, der die Grenze zu Iowa bildet, liegt rund 15 westlich. Die Grenze zu Wisconsin befindet sich rund 110 km nördlich.
Die Erie Township liegt auf 41°38′22″ nördlicher Breite und 90°07′02″ westlicher Länge und erstreckt sich über 63,97 km², die sich auf 62,15 km² Land- und 1,82 km² Wasserfläche verteilen. 
Die Erie Township liegt im Westen des Whiteside County und grenzt im Westen an das Rock Island County. Innerhalb des Whiteside County grenzt die Erie Township im Süden, Südosten und Osten an die Portland Township, im Nordosten an die Fenton Township, im Norden an die Newton Township und im Nordwesten an die Albany Township.

## Verkehr
Im Nordwesten führt die Interstate 88 durch die Erie Rownship. Alle weiteren Straßen sind County Roads oder weiter untergeordnete und zum Teil unbefestigte Fahrwege.
Entlang des Rock River verläuft eine Eisenbahnlinie der BNSF Railway durch die Erie Township.
Der nächstgelegene Flughafen ist der rund 40 km südwestlich der Township gelegene Quad City International Airport.

## Demografische Daten
Nach der Volkszählung im Jahr 2010 lebten in der Erie Township 2006 Menschen in 800 Haushalten. Die Bevölkerungsdichte betrug 63,97 Einwohner pro Quadratkilometer. In den 800 Haushalten lebten statistisch je 1,51 Personen. 
Ethnisch betrachtet setzte sich die Bevölkerung zusammen aus 98,1 Prozent Weißen, 0,2 Prozent Afroamerikanern, 0,1 Prozent amerikanischen Ureinwohnern sowie 0,2 Prozent Asiaten; 1,3 Prozent stammten von zwei oder mehr Ethnien ab. Unabhängig von der ethnischen Zugehörigkeit waren 1,1 Prozent der Bevölkerung spanischer oder lateinamerikanischer Abstammung. 
23,6 Prozent der Bevölkerung waren unter 18 Jahre alt, 59,8 Prozent waren zwischen 18 und 64 und 16,6 Prozent waren 65 Jahre oder älter. 51,9 Prozent der Bevölkerung war weiblich.

Das mittlere jährliche Einkommen eines Haushalts lag bei 50.938 USD. Das Pro-Kopf-Einkommen betrug 24.940 USD. 6,6 Prozent der Einwohner lebten unterhalb der Armutsgrenze.

## Orte
Neben Streubesiedlung existiert in der Erie Township mit Erie eine selbstständige Gemeinde (mit dem Status „Village“).